# Verwaltungsministerium
Verwaltungsministerium (englisch Public services ministry)  nennt man ein Ministerium, das sich speziell um Angelegenheiten der öffentlichen Verwaltung kümmert. Neben allgemeiner Zusammenfassung der staatlichen Verwaltungsaufgaben – insbesondere zu Zwecken der Staatsreform – finden sich modern auch speziell als Regionalplanungsministerium für eine staatliche Dezentralisierung konzipierte Ministerien für Kommunal- und Regionalverwaltung. Sonst befindet sich dieses Portefeuille meist an einem allgemeinen Innenministerium, oder ist auf diverse Ministerien verteilt.
Siehe auch: Ministerium für öffentlichen Dienst, speziell zu Angelegenheiten der Staatsbediensteten

## Liste
| Land                   | Ministerium | kurz     | Portefeuilles und Anmerkungen | Minister |
| ---------------------- | --- | -------- | --- | --- |
| Burkina Faso           | Ministère de l’Administration Territoriale et de la Décentralisation                                                 |          | Territorialverwaltung und Dezentralisierung | Ministre de l’Administration Territoriale et de la Décentralisation                                                                              |
| Frankreich             | Ministère de la Réforme de l'État, de la Décentralisation et de la Fonction Publique                                 |          | Staatsreform, Dezentralisierung und öffentlicher Dienst | Ministre de la Fonction publique |
| Gambia                 | Ministerium für Land und Regionalregierung                                                                           | MOLGL    | Lokale Verwaltung und ländlicher Raum ex Department of State for Local Government, Lands & Religious Affairs – DoSLG, Ministerialabteilung mit Religionsangelegenheiten | Minister for Local Governments and Lands |
| Kamerun                | Ministère de la Fonction Publique et de la Réforme Administrative                                                    | minfopra | Öffentlicher Dienst und Verwaltungsreform | Ministre de la Fonction Publique et de la Réforme Administrative                                                                                 |
| Luxemburg              | Ministère de la Fonction publique et de la Réforme administrative                                                    |          | Öffentlicher Dienst und Verwaltungsreform | Ministre de la Fonction publique et de la Réforme administrative                                                                                 |
| Marokko                | الوزارة المكلفة بالشؤون العامة والحكامة Ministère de la Fonction Publique et de la Modernisation de l’Administration | MMSP     | Öffentlicher Dienst und Verwaltungsmodernisierung | وزير المكلف بالوظيفة العمومية وتحديث الإدارة Ministre de la Fonction Publique et de la Modernisation de l’Administration                         |
| Mosambik               | Ministério da Administração Estatal                                                                                  |          | | |
| Namibia                | Ministry of Regional and Local Government, Housing and Rural Development                                             | MRLGH    | Regionale und lokale Verwaltung, Wohnbau, ländliche Entwicklung | Minister of Regional and Local Government |
| Norwegen               | Kommunal- og regionaldepartementet                                                                                   | KRD      | Kommunal- und Regionalmanagement | Minister of Local Government and Regional Development                                                                                            |
| Ruanda                 | Ministry of Local Government                                                                                         | MINALOC  | vgl. Aufgaben des Ministry of Local Government | Minister of Local Government |
| Vereinigtes Königreich | Department for Communities and Local Government                                                                      | DCLG     | Gemeinden und lokale Verwaltung | • Secretary of State for Communities and Local Government • Minister for Decentralisation and Cities • Minister for Housing and Local Government |

## Historische Behörden
nach Auflassung:
- Österreich: Bundesministerium für öffentliche Leistung und Sport (Verwaltungsministerium) – BMöLS, 2000–03, mit Sport, war für die österreichweite Umstellung auf eGovernment zuständig